# NGC 3579
NGC 3579 је емисиона маглина у сазвежђу Прамац која се налази на NGC листи објеката дубоког неба.
Деклинација објекта је - 61° 14' 35" а ректасцензија 11h 11m 59,6s. Привидна величина (магнитуда) објекта NGC 3579 износи 13,8. NGC 3579 је још познат и под ознакама ESO 129-EN8.